# Відеодиск

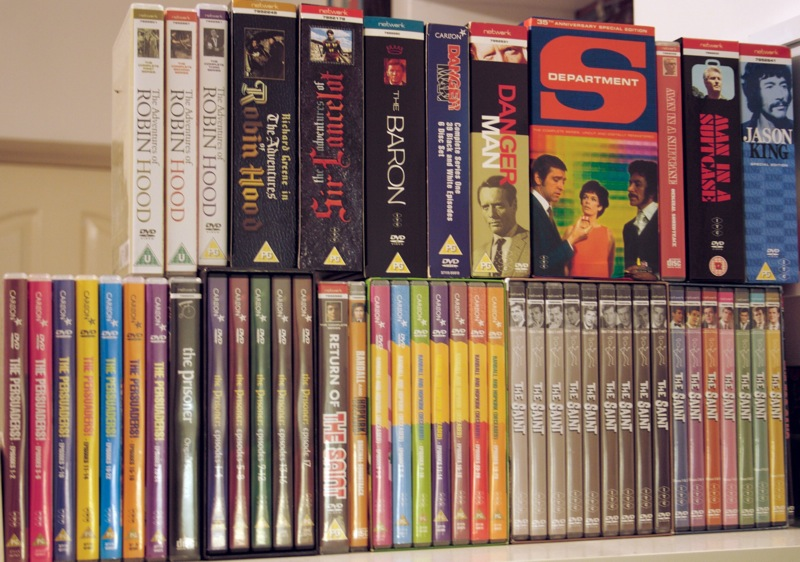
Колекція відео на DVD

Відеодиск — оптичний носій інформації; диск, який несе відео інформацію і звук.

## Формати
Існують такі стандартні формати відеодисків:
- Video CD (Video Компакт-диск)
- Laserdisc (застарілий формат, MCA та Philips)
- DVD (колишній Super Density Disc)
- Blu-ray Disc (Sony)
- HD DVD (колишній AOD; Toshiba, NEC та Sanyo)
- Enhanced Versatile Disc (Enhanced Versatile Disc; спонсорується урядом Китаю)

Відеоінформація на відеодисках кодується в наступних форматах:
- CCIR 601 (ITU-T)
- M-JPEG (ISO)
- MPEG-1 (ISO)
- MPEG-2 (ISO)
- MPEG-4 (ISO)
- H.261 (ITU-T)
- H.263 (ITU-T)
- H.264 (ITU-T і ISO)
- Ogg Theora -[[]]
- DivX
- XviD
- DV